# Idarubicin
Idarubicin eller 4-demethoxydaunorubicin  (C26H27NO9) är ett antracyklinskt cytostatikum som tillsammans med cytarabin sätts in som första behandling av akut myeloisk leukemi (blodcancer). Det tränger in i DNA och förhindrar att DNA lossnar genom att störa enzymet topoisomeras II. Det är en analog av daunorubicin, men frånvaron av en metoxigrupp ökar dess fettlöslighet och cellulära upptag. I likhet med andra antracykliner inducerar det också histonavhysning från kromatin.
Idarubicin tillhör familjen läkemedel som kallas antitumörantibiotika. Det används för behandling av akut lymfoblastisk leukemi och kronisk myeloisk leukemi i blastkris.
Ämnet distribueras under handelsnamnen Idarubicin Accord (Sverige), Zavedos (Storbritannien) och Idamycin (USA). 

## Biverkningar
Diarré, magkramper, illamående och kräkningar är vanliga bland patienter som behandlas med idarubicin.